# Laasi (Hiiumaa)
Laasi es una localidad del condado de Hiiu, Estonia

## Demografía
Tiene una población censada a final del año 2011 de 5 habitantes. 

## Ubicación
Se encuentra ubicada en la isla de Hiiumaa (archipiélago Moonsund), al noroeste del país, junto a la costa del mar Báltico y a poca distancia al norte de la isla de Saaremaa.